# Port lotniczy Madang
Port lotniczy Madang (IATA: MAG, ICAO: AYMD) – port lotniczy zlokalizowany w mieście Madang, w Papui-Nowej Gwinei.

## Linie lotnicze i połączenia
- Air Niugini (Lae, Port Moresby, Wewak)[2]